# Nanay
Le Nanay ou río Nanay  est une rivière et un affluent gauche de l'Amazone, à l'Est du Napo, au Pérou. Il s'agit du premier affluent notable qui se jette dans l'Amazone péruvien en aval du confluent du río Marañón et du río Ucayali.

## Géographie
Le Nanay est toutefois un modeste affluent eu égard aux standards amazoniens, mais il est l'une des trois rivières qui entourent la ville la plus importante de l'Amazonie péruvienne, Iquitos (410 000 habitants), et en font une île au cœur de la jungle. Les autres zones d'habitations à proximité du fleuve sont les villages de Santo Tomás, Padre Cocha, et Santa Clara. Lors de l'étiage, les nombreuses plages qui bordent le Nanay sont des destinations touristiques prisées.
Il naît de la jonction de l'Agua Blanca (60 km) et de l'Agua Negra (40 km), et s'écoule pour son intégralité dans les basses terres. Il est abondant, très sinueux, a un courant lent, et se divise en de nombreux canaux et lagons qui peuvent parfois inonder les plaines. Les canaux d'irrigation font ainsi l'objet de débordements extrêmes lors de la saison des pluies.
Son principal affluent est le rio Pintoyacu (150 km, bassin 5 300 km2, débit moyen 240 m3/s), ne pas le confondre avec une rivière homonyme qui rejoint le proche rio Tigre.

## Faune
Le paresseux tridactyle est l'un des habitants des lieux.